# Taihaku, Sendai
Taihaku (太白区 Taihaku-ku) là quận thuộc thành phố Sendai, tỉnh Miyagi, Nhật Bản. Tính đến ngày 1 tháng 10 năm 2020, dân số ước tính của quận là 234.758 người và mật độ dân số là 1.000 người/km2. Tổng diện tích của quận là 228,4 km2.

## Địa lý

### Đô thị lân cận
- Miyagi
  - Sendai
    - Aoba
    - Wakabayashi

  - Natori
  - Murata
  - Kawasaki
- Yamagata
  - Yamagata
  - Higashine

## Giao thông

### Đường sắt
- JR East - Tuyến Tōhoku chính / Tuyến Jōban
  - Minami-Sendai - Taishidō - Nagamachi
- Tàu điện ngầm Sendai - Tuyến Nanboku
  - Nagamachi-Itchome – Nagamachi – Nagamachi-Minami – Tomizawa
- Tàu điện ngầm Sendai - Tuyến Tōzai
  - Yagiyama Zoological Park

### Cao tốc/Xa lộ
- Tōhoku Expressway – (Nút giao Sendai-Minami)
- Sendai-Nanbu Road – (Nút giao Yamada và Nagamachi)
- Quốc lộ 4
- Quốc lộ 286
- Quốc lộ 457